# Deep Sea
Deep Sea (xinès: 深海, pinyin: Shēnhǎi, literalment 'Mar profund') és una pel·lícula fantàstica d'animació en 3D xinesa de 2023, escrita i dirigida per Tian Xiaopeng, que abans va dirigir Monkey King: Hero Is Back, coproduïda per la seua pròpia companyia, October Media i Coloroom Pictures. S'ha doblat i subtitulat al català.

## Trama
Una jove explora un estrany entorn submarí. Shenxiu, una xiqueta els pares de la qual s'han divorciat recentment, va a un viatge per mar amb la seua nova família. Encara sense haver acabat de gestionar el fet de no tindre sa mare a prop, sent un brunzit semblant a una cançó que cantava ella i, seguint el so, entra al fantàstic restaurant Deep Sea dirigit per animals marins que serveixen peixos humanoides.

## Estrena
Deep Sea estava programat per a ser estrenada el 22 de gener de 2023 (Any Nou xinés).
Va ser nominada per a ser projectada com a part de Generation Kplus al 73è Festival Internacional de Cinema de Berlín. També va ser projectada a la categoria d'animació al 36è Festival Internacional de Cinema de Tòquio.

## Resposta crítica
Al lloc web de l'agregador de ressenyes Rotten Tomatoes, el 85% de les 20 crítiques sobre Deep Sea són positives, amb una valoració mitjana de 7,6/10.